# Relief mit der Darstellung eines römischen Legionärs (Berlin SK 887)

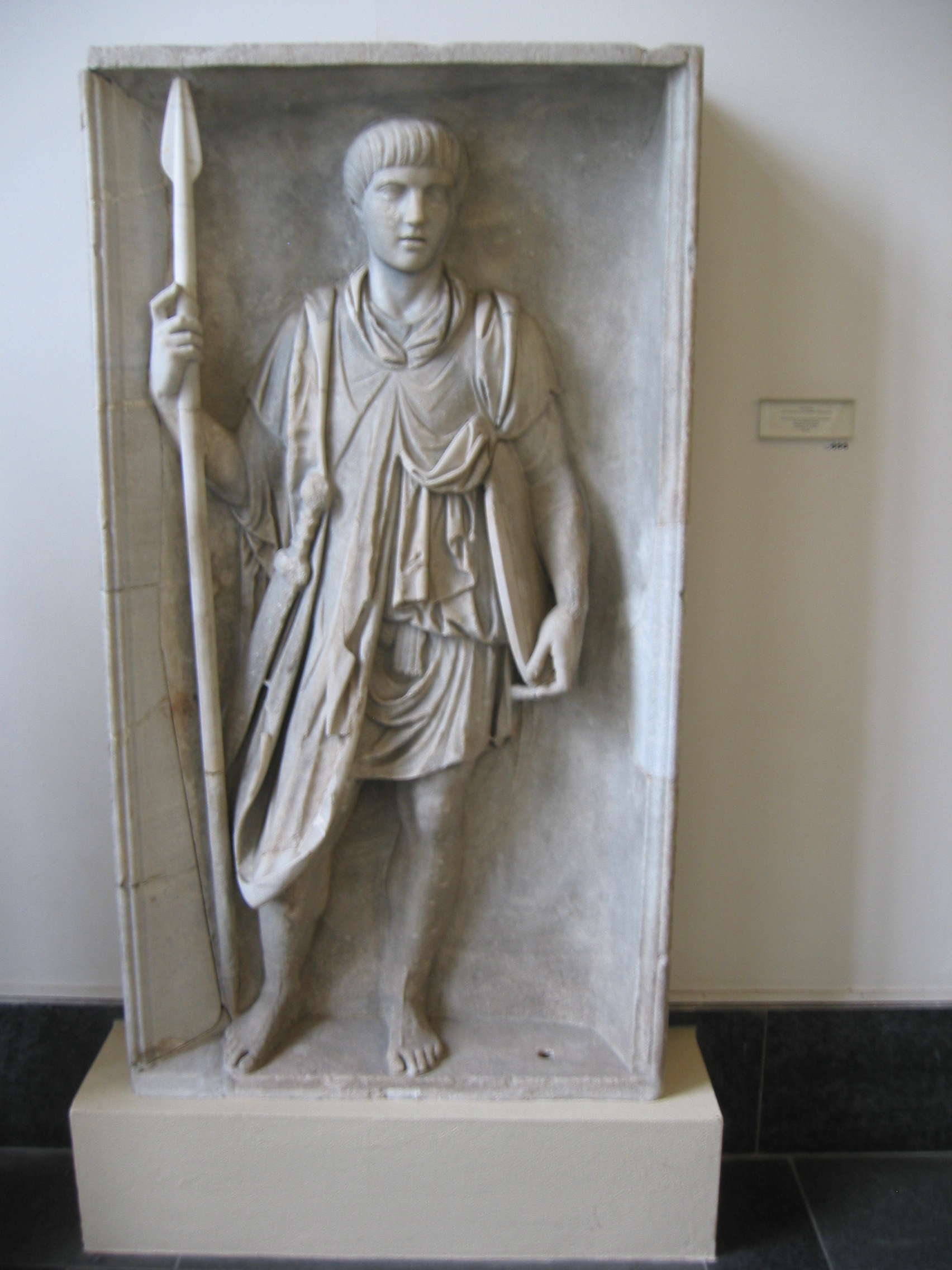
Darstellung eines römischen Legionärs

Ein Relief mit der Darstellung eines römischen Legionärs befindet sich im Pergamonmuseum und gehört zur Antikensammlung Berlin. Das Relief mit der Inventarnummer Berlin SK 887, das an das Ende des ersten Jahrhunderts n. Chr. datiert wird, wurde um 1800 in Pozzuoli gefunden.
Auf dem 159 cm hohen und 86 cm breiten Relief aus graubläulich-weißem Marmor ist ein römischer Prätorianer, also ein Angehöriger der römischen Elitetruppe und Leibwache des Kaisers, abgebildet. Er trägt eine Tunika und darüber die Paenula, einen trichterförmig genähten Umhang, der aus Leinen oder Wolle gefertigt wurde. Durch Untergürtung (cingulum) ist die Tunika bis über die Knie hochgezogen, das Ende der Gürtung schaut noch vorn unter der Paenula hervor. Unter dem linken Arm trägt er einen kleinen parma genannten Schild, über der Schulter auf der anderen Seite hängt sein Schwert. In der Hand hält der Soldat einen kurzen Wurfspieß.
Die Prätorianerfigur ist aus dem eingewölbten Reliefgrund in der Form eines Hochreliefs herausgearbeitet. Der linke Rand musste ergänzt werden, der rechte und der obere Rand sind im Original erhalten. Wahrscheinlich gehörte die Reliefplatte zu einer dreiseitigen Basis. Teile der anderen beiden Seiten werden im University Museum of Philadelphia vermutet. Auf einer Platte wird ein weiterer Prätorianer gezeigt, auf der dritten Platte zwei Legionäre nördlicher Auxiliartruppen. Es wird vermutet, dass die Basis zunächst zu einem Reiterstandbild des Domitian gehörte, dessen Reliefplatten und eine dazugehörige Inschriftenplatte nach dem Tod Domitians und seiner damnatio memoriae für einen Ehrenbogen des Trajan in Puteoli umgearbeitet wurden. Dort wurde das Relief um 1800 entdeckt und 1830 in Rom für Berlin erworben.